# 查尔斯·M·赖斯
查尔斯·莫恩·赖斯（英語：Charles Moen Rice，1952年8月25日—），美国病毒学家，洛克菲勒大学病毒学教授，主要研究丙肝病毒。2016年与拉尔夫·巴滕施拉格和迈克尔·J·索菲亚共同获得拉斯克临床医学研究奖，2020年与哈维·阿尔特和迈克尔·霍顿共同获得诺贝尔生理学或医学奖。
另外，赖斯还是美国科学促进会会士、美国国家科学院院士，2002年到2003年担任美国病毒学会主席。

## 早年生平和教育
1974年，赖斯凭动物学学士学位从加利福尼亞大學戴維斯分校毕业。1981年获加州理工学院生物化学博士，在詹姆斯·斯特劳斯实验室研究RNA病毒。随后四年留在加州理工进行博士后研究。

## 科学生涯
完成博士后研究后，赖斯于1986年转到华盛顿大学医学院担任助理教授，2001年晋升为教授。
自2001年起，赖斯获莫里斯·格林伯格及科琳·格林伯格（Corinne P. Greenberg）荣誉教席，同时兼任华盛顿大学医学院及康奈尔大学助理教授，以及美国食品药品监督管理局、美国国家卫生院和世界卫生组织委员。
2003年到2007年担任《实验医学期刊》编辑，2003年到2008年担任《病毒学期刊》编辑，2005年至今担任《PLOS病原体》编辑，总共贡献了400多篇经同行评审的学术著作。

## 研究
赖斯在加州理工学院时研究辛德毕斯病毒基因组，建立了黄病毒属的族。他在这项研究中使用的黄热病菌株最终被用来研发黄热病疫苗。之后他开始研究丙肝病毒。

## 奖项
- 1986年：皮尤慈善信托（英语：Pew Charitable Trust）学者
- 2004年：入选美國科學促進會会士
- 2005年：入选美国国家科学院院士、美国微生物学会会士
- 2007年：M·W·贝耶林克病毒学奖（M.W. Beijerinck Virology Prize）
- 2015年：罗伯特·科赫奖（英语：Robert Koch Prize）
- 2016年：阿图瓦斯-贝耶·拉图尔健康奖（英语：Artois-Baillet Latour Health Prize）[6]
- 2016年：拉斯克临床医学研究奖
- 2020年：诺贝尔生理学或医学奖